# 親王國
親王國（英语：principality 或 princedom；德语：Fürstentum），又譯公國，是親王（prince）或女親王（princess）的封国。親王是一個君主的稱號，名義上或實質上統治一個主權國。親王國的歷史可以追溯至古羅馬共和國，在中世紀封建制度時代有多個親王國出現。

## 稱謂
親王國是歐洲封建制中的一種封地，拉丁文為principatus，其統治者稱為親王（Prince），字義為「元首」。在某些國家親王是皇帝或國王的兒子，或其爵位的世襲繼承人。親王國經常被誤譯為公國，和Duchy或Dukedom混淆。
在一些國家，親王僅為封號，而親王國僅為名義上親王的封土，但親王並不居住於封土內，亦沒有實質上統治封土的權力。例如英國的儲君（通常是国王或女王的長子）傳統上被封為威爾士親王，在13世紀至16世紀之間確實統領威爾士北部及西部的部份土地，1536年的威爾士法案取消了這些土地的分界。今天的威爾士親王並不統治威爾士，亦無任何屬於親王的土地，威爾士國會亦不需要視威爾士親王為名義上的國君。但威爾士親王通常亦同時被封為康沃爾公爵，康沃爾公國現時仍然擁有德文郡570平方公里的土地。

## 現存的親王國

### 主權親王國
| 国家       | 國家元首       | 政府首脑       | 政治体制                    | 国旗 | 国徽 | 地图 |
| ---------- | -------------- | -------------- | --------------------------- | ---- | ---- | ---- |
| 摩納哥     | 摩納哥親王     | 摩納哥首相     | 君主立宪制                  |      |      |      |
| 列支敦斯登 | 列支敦士登親王 | 列支敦士登首相 | 二元制君主立憲制            |      |      |      |
| 安道尔     | 安道爾親王     | 安道爾首相     | 議會制君主立憲制 選舉君主制 |      |      |      |

### 非主權親王國
| 地區         | 國家元首         | 政治体制         | 国旗 | 国徽 | 地图 |
| ------------ | ---------------- | ---------------- | ---- | ---- | ---- |
|              | 威爾士親王       | 君主立宪制構成國 |      |      |      |
| 阿斯圖里亞斯 | 阿斯圖里亞斯親王 | 君主立宪制自治区 |      |      |      |

因語言不同，中歐和東歐的一些封國的譯名在中文、英文既可譯作「親王國」也可譯作「公國」。历史上的亲王国还有阿尔巴尼亚亲王国、班都斯親王國、沿海克罗地亚親王国等。一些近现代私人成立的未被普遍承认的国家也使用亲王国为名，如西蘭親王國、赫特河亲王国、塞波加亲王国、馬爾堡親王國、弗里多尼亚亲王国。
土邦（Princely States）也是類似親王國的主權國，是英国殖民地时期南亚和东南亚部分地区保存的土著王公领地的总称。其统治者稱作王公（英文也譯作親王Prince）。

## 歷史
親王國的名稱源自古代羅馬共和國的元老院（principate），而元老院的首領稱為元首或第一公民（princeps）。屋大維（凱撒．奧古斯都）成為首席元老之後，將任期變成終身，稱為元首制，實質上成為第一任羅馬皇帝。而當各地總督在暑休或參與祭祀慶典的時候，屋大維派其孫兒們暫代總督職位，他們亦被稱為各地的元首（princeps）。
而羅馬帝國滅亡後，中世紀約350年-1450年之間封建制度盛行，歐洲各國國王冊封自己的親屬，稱為親王（prince）。逐漸有些國王的權力衰退，而親王奪得更多權力，部份地區實質上分裂成許多親王或公爵統治的小國。這種情況在德意志地區的神聖羅馬帝國猶其顯著。後來羅馬之王實質上是由德意志各地親王及公爵推選出來，再由教宗加冕成為神聖羅馬皇帝。1200年至1500年間，這些親王國之間經常為奪取主權而開戰，導致地區經濟破壞，加上黑死病令各親王國衰弱。但到了文藝復興時期，這些小國透過貿易而繁榮，開始發展出不少城市和港口，建立自己的法律和制度，不少親王國甚至有能力建造豪華的宮殿。而部份強盛的親王國開始吞併附近的小國，成為更強大的王國或帝國。英格蘭在中世紀後期已經成為一個大國，文藝復興初期法國、葡萄牙、西班牙亦由許多小國合併成為大國。意大利雖然仍然分裂為許多小城邦，但以銀行起家的美第奇家族操控了北意大利大部份城邦，更曾一度控制羅馬教廷。隨後奧地利的哈布斯堡王朝及中歐的普魯士亦開始強大。
19世紀民族主義抬頭，不少人認為同一種語言及文化的地區應該統一，而非效忠於某一位君主，如阿爾巴尼亞親王國。因此小的親王國開始失去號召力，德國、意大利皆在十九世紀後半統一。現在剩下的親王國的只剩下小國如摩納哥、列支敦士登和安道爾等等。

## 流行文化
日本流行文化作品的英文翻译中，日語的經常被翻譯為「親王國」（Principality）。機動戰士GUNDAM裏面的吉翁公國（ジオン公国）被譯為Principality of Zeon，以及皇牌空战系列中的贝尔卡公国（ベルカ公国）被譯為Principality of Belka。